# アンソニー・ジョセフ・セレブレズ
アンソニー・ジョセフ・セレブレズ（Anthony Joseph Celebrezze, 1910年9月4日 - 1998年10月29日）は、アメリカ合衆国の政治家・裁判官である。民主党に所属し、49代目クリーブランド市長、5代目アメリカ合衆国保健教育福祉長官、アメリカ合衆国第6巡回区控訴裁判所判事を務めた。

## 生い立ちと初期の経歴
アンソニー・ジョセフ・セレブレズは1910年9月4日にイタリア王国南部の町アンツィで誕生した。セレブレズは1912年に両親・兄弟とともにアメリカへ移住し、オハイオ州クリーブランド市内のスラムに住み着いた。セレブレズは兄や姉らと靴磨きや新聞配達の仕事をして生計を立てた。
セレブレズはクリーブランド市内の公立学校で初等教育を受け、1930年にクリーブランドのセントラル高校を卒業した。セレブレズは1931年から1932年までジョン・キャロル大学で学んだ。セレブレズはボクサー、鉄道作業工、トラック運転手などの職に就いて学資金を貯め、1934年にオハイオ北大学法科大学院に入学した。セレブレズはオハイオ北大学で1936年に法務博士号を取得した。セレブレズはオハイオ州の失業補償局に就職した。
1937年、セレブレズはクリーブランド市内で弁護士業を開業した。第二次世界大戦、セレブレズはアメリカ海軍に従軍し、太平洋地域での活動に従事した。

## オハイオ州上院議員
1950年、セレブレズは民主党所属として、オハイオ州上院議員に選出された。セレブレズは1951年から1953年までオハイオ州上院議員を務めた。民主党所属のセレブレズは、同じく民主党所属のラーシュ州知事と親しい関係を築いた。州知事ラーシュはセレブレズを特に気にかけ、信頼を寄せた。またセレブレズは、議会で多数派を占めていた共和党の議員とも友好的な関係を築いた。その一方で、ラーシュ州知事を除く民主党上層部とは、あまり良好な関係ではなかった。
1952年に民主党内で連邦上院議員候補を指名する際、オハイオ州の党幹部レイ・ミラーは州下院議員マイケル・ディサールを支持した。だがセレブレズはカイアホガ郡の弁護士ジェイムズ・カーニーを推薦し、セレブレズは強い反発を受けた。これにより、同年のオハイオ州上院議員選挙においてセレブレズは党の公認を求めることは難しい状況となった。しかしながら州知事ラーシュの強い後押しを受け、セレブレズはオハイオ州上院議員選挙で民主党の指名を獲得した。セレブレズは一般選挙でも勝利し、オハイオ州上院に再任した。

## クリーブランド市長

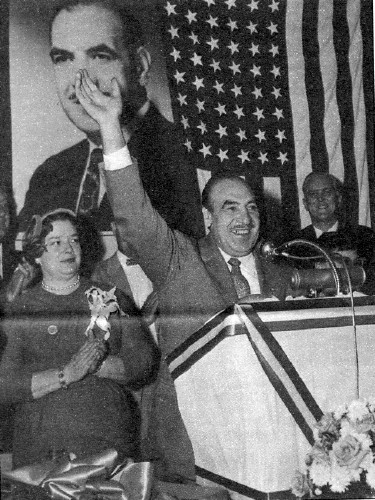
1953年のクリーブランド市長選挙で勝利宣言をするセレブレズ

1952年末にセレブレズはクリーブランド市長選挙への出馬のため、オハイオ州上院議員を辞職した。民主党所属の現職市長トマス・バークが任期末で退くことを表明したため、民主党内では後任候補としてカイアホガ郡の技師アルバート・ポーターを擁立することを決定した。セレブレズはオハイオ州知事ラーシュの支援を受けて、ポーターの対抗馬となった。現職のバーク市長は、中立を表明した。
1953年のクリーブランド市長選挙は民主党の公認を受けたポーターと無所属のセレブレズ、そして共和党から出馬した少年裁判所判事ウィリアム・マクダーモットの三つ巴となった。セレブレズは一次投票で圧倒的大差をつけ、勝利を決定的なものとした。次点は共和党マクダーモットで、民主党ポーターがそれに続いた。セレブレズは決選投票でもマクダーモットを破り、第49代クリーブランド市長に当選した。
セレブレズはクリーブランドで、1954年1月1日から1961年12月31日まで49代目クリーブランド市長を務めた。セレブレズは事務的な手法で都市の問題を解決し、有権者の信頼を勝ち取った。セレブレズはクリーブランド史上初めて5期連続で市長職を務めた人物となった。1959年の選挙ではクリーブランドの33行政区全てで勝利し、得票率73.8パーセントという高支持で再選した。

## 保健教育福祉長官

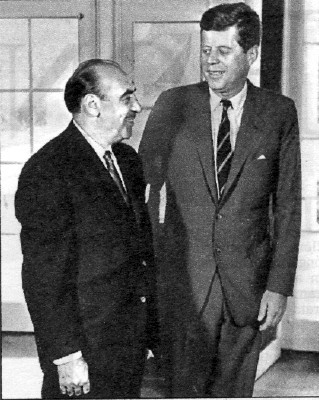
セレブレズ保健教育福祉長官（左）とケネディ大統領（右）

1962年にジョン・F・ケネディ大統領はセレブレズに保健教育福祉長官への就任を要請した。セレブレズはこれを受諾し、続くリンドン・ジョンソン政権でも保健教育福祉長官を継続した。セレブレズは1962年7月から1965年8月まで保健教育福祉長官を務めた。
セレブレズはケネディ大統領の「ニュー・フロンティア」政策とジョンソン大統領の「偉大な社会」政策で、主要人物となった。セレブレズは社会福祉に関する18の法案を議会で可決させることに成功した。主要なものに、1964年の公民権法、1965年のメディケア法、芸術・人文科学法、初等・中等教育法、水質汚濁管理・空気浄化法、連邦たばこ表示広告法などがある。

## 連邦判事

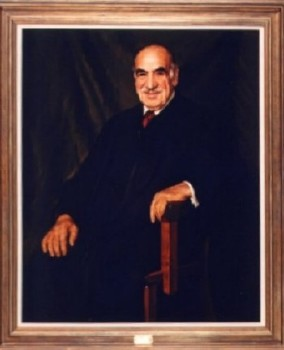
連邦判事時代のセレブレズの肖像画

セレブレズは個人的問題によりワシントンD.C.に居住することが困難であったため、ジョンソン大統領に対してオハイオ管区の連邦判事職を要望した。1965年、ジョンソン大統領はセレブレズは第6巡回区控訴裁判所判事に任命し、セレブレズは保健教育福祉長官を退任した。セレブレズは1965年9月1日に就任宣誓を行った。

## 晩年
連邦判事在任中の1998年10月29日にオハイオ州クリーブランドにおいて癌により死去した。88歳であった。セレブレズの遺体はオハイオ州ブルックパークのホーリークロス墓地に埋葬された。

## 家族
アンソニー・ジョセフ・セレブレズの父親はロッコ・ヴィンセンツォ・チリブリッツィ (Rocco Vincenzo Cilibrizzi, 1871-1954)、母親はドナート・ルチア・マルコジュゼッペ (Donato Lucia Marcoguiseppe, 1876-1951) であった。セレブレズは13人兄弟の第6子として生まれた。
セレブレズは1938年5月7日に、クリーブランド市内で小学校教諭を務めていたアンナ・マルコジュゼッペ (Anna Marcoguiseppe, 1910-2001) と結婚した。セレブレズはアンナとの間に、1男2女をもうけた。
1. アンソニー・ジョセフ・セレブレズ - オハイオ州州務長官
2. ジェーン・アン (Jean Anne)
3. スーザン・マリー (Susan Marie)